# 12172 Нікдекорт
12172 Нікдекорт (12172 Niekdekort) — астероїд головного поясу, відкритий 16 жовтня 1977 року.
Тіссеранів параметр щодо Юпітера — 3,519.